# Tin Machine (album)
Albums de Tin Machine
Tin Machine II
(1991)
Singles
1. Under the God
Sortie : juin 1989
2. Tin Machine / Maggie's Farm
Sortie : septembre 1989
3. Prisoner of Love
Sortie : octobre 1989

Tin Machine est le premier album du groupe de rock Tin Machine. Il est sorti en 1989 chez EMI.

## Histoire
Le groupe Tin Machine est formé par David Bowie avec le guitariste Reeves Gabrels et une section rythmique composée des frères Hunt (batterie) et Tony Sales (basse). Bowie cherche à se réinventer après l'échec artistique et critique de son album de 1987 Never Let Me Down.

## Fiche technique

### Chansons
| No  | Titre              | Auteur                                              | Durée |
| --- | ------------------ | --------------------------------------------------- | ----- |
| 1.  | Heaven's in Here   | David Bowie                                         | 6:01  |
| 2.  | Tin Machine        | David Bowie, Reeves Gabrels, Hunt Sales, Tony Sales | 3:34  |
| 3.  | Prisoner of Love   | David Bowie, Reeves Gabrels, Hunt Sales, Tony Sales | 4:50  |
| 4.  | Crack City         | David Bowie                                         | 4:36  |
| 5.  | I Can't Read       | David Bowie, Reeves Gabrels                         | 4:54  |
| 6.  | Under the God      | David Bowie                                         | 4:06  |
| 7.  | Amazing            | David Bowie, Reeves Gabrels                         | 3:06  |
| 8.  | Working Class Hero | John Lennon                                         | 4:38  |
| 9.  | Bus Stop           | David Bowie, Reeves Gabrels                         | 1:41  |
| 10. | Pretty Thing       | David Bowie                                         | 4:39  |
| 11. | Video Crime        | David Bowie, Hunt Sales, Tony Sales                 | 3:52  |
| 12. | Run                | Kevin Armstrong, David Bowie                        | 2:08  |
| 13. | Sacrifice Yourself | David Bowie, Hunt Sales, Tony Sales                 | 2:08  |
| 14. | Baby Can Dance     | David Bowie                                         | 4:57  |

Run et Sacrifice Yourself sont absentes de la version 33 tours.
La réédition parue chez Virgin Records en 1995 inclut une chanson supplémentaire, une version country de Bus Stop enregistrée en concert à la Cigale de Paris le 25 juin 1989 et d'abord parue en face B du single Tin Machine / Maggie's Farm en septembre 1989.
| 15. | Bus Stop (version country en concert) | David Bowie, Reeves Gabrels | 1:53 |

### Interprètes
- David Bowie : chant, guitare
- Reeves Gabrels : guitare
- Tony Sales : basse
- Hunt Sales : batterie
- Kevin Armstrong : guitare rythmique, orgue Hammond

### Équipe de production
- Tin Machine : production, mixage
- Tim Palmer : production, mixage
- Justin Shirley-Smith : ingénieur du son
- David Richards : ingénieur du son
- Roger Gorman : direction artistique
- Masayoshi Sukita : photographie